# Cadzand
Cadzand – miasto i kurort w Holandii w prowincji Zeeland, tuż przy granicy z Belgią. Wchodzi w skład gminy Sluis. W 2021 r. miejscowość zamieszkiwało 735 mieszkańców. 
Cadzand i jego okolica kształtowana jest przez walkę ludzi z morzem. Dawna wyspa Cadzand ze słonymi bagnami, nabrzeżami i groblami jest jednym z najstarszych krajobrazów polderowych w Europie.
Miejscowość jest rozpoznawalna jako średniowieczna wioska w kształcie pierścienia z gotyckim kościołem Najświętszej Marii Panny z początku XIV w., który stoi pośrodku. Kościół i skupione wokół niego zabytkowe domy są charakterystyczne dla miejscowości, która jest znana ze słynnego kąpieliska Cadzand-Bad charakteryzującego się wysokimi wydmami i szerokimi, piaszczystymi plażami. W mieście znajdują się liczne hotele i infrastruktura turystyczna, między innymi dziesiątki kilometrów ścieżek rowerowych.

## Galeria

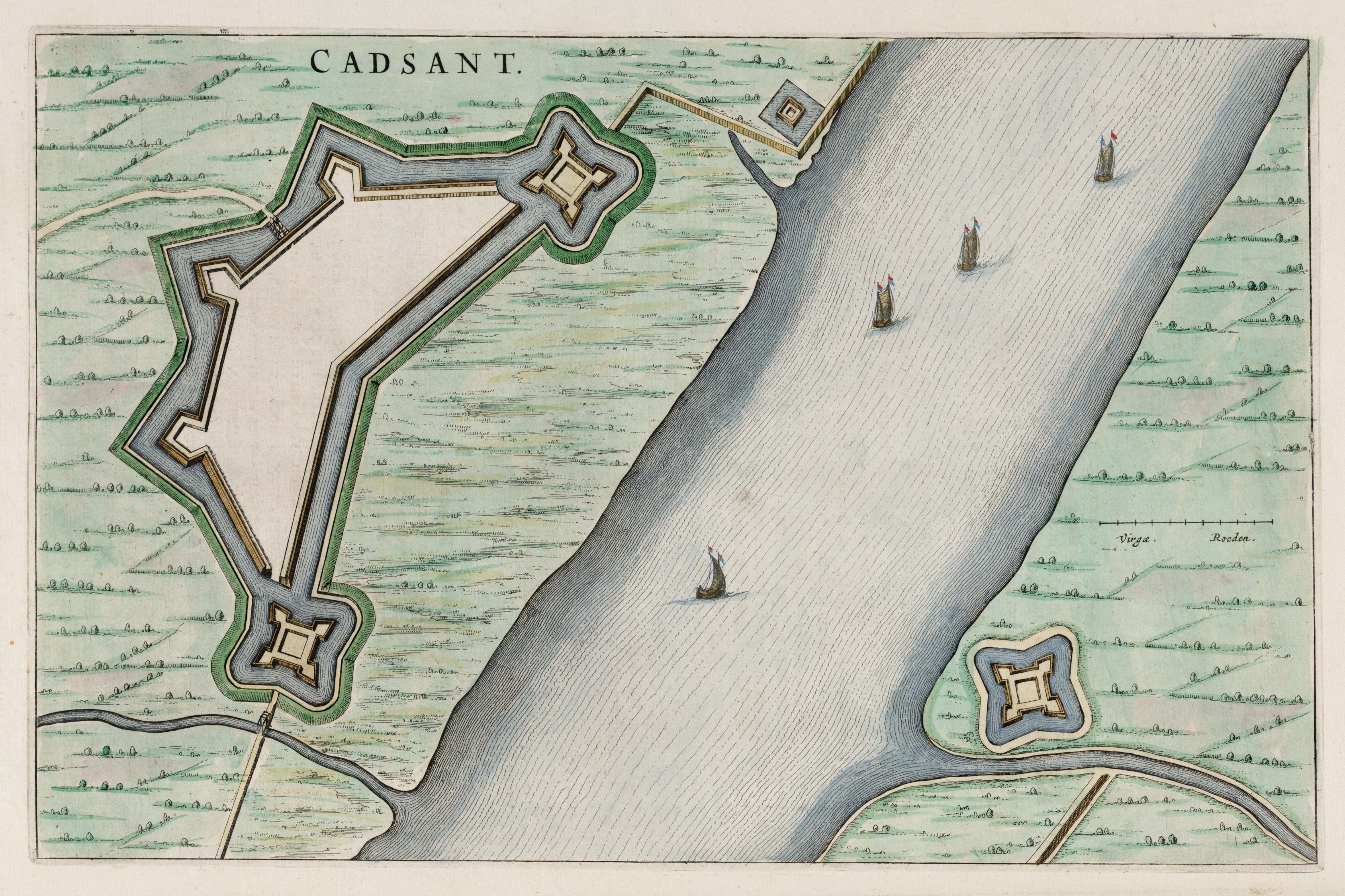
Cadzand w 1649
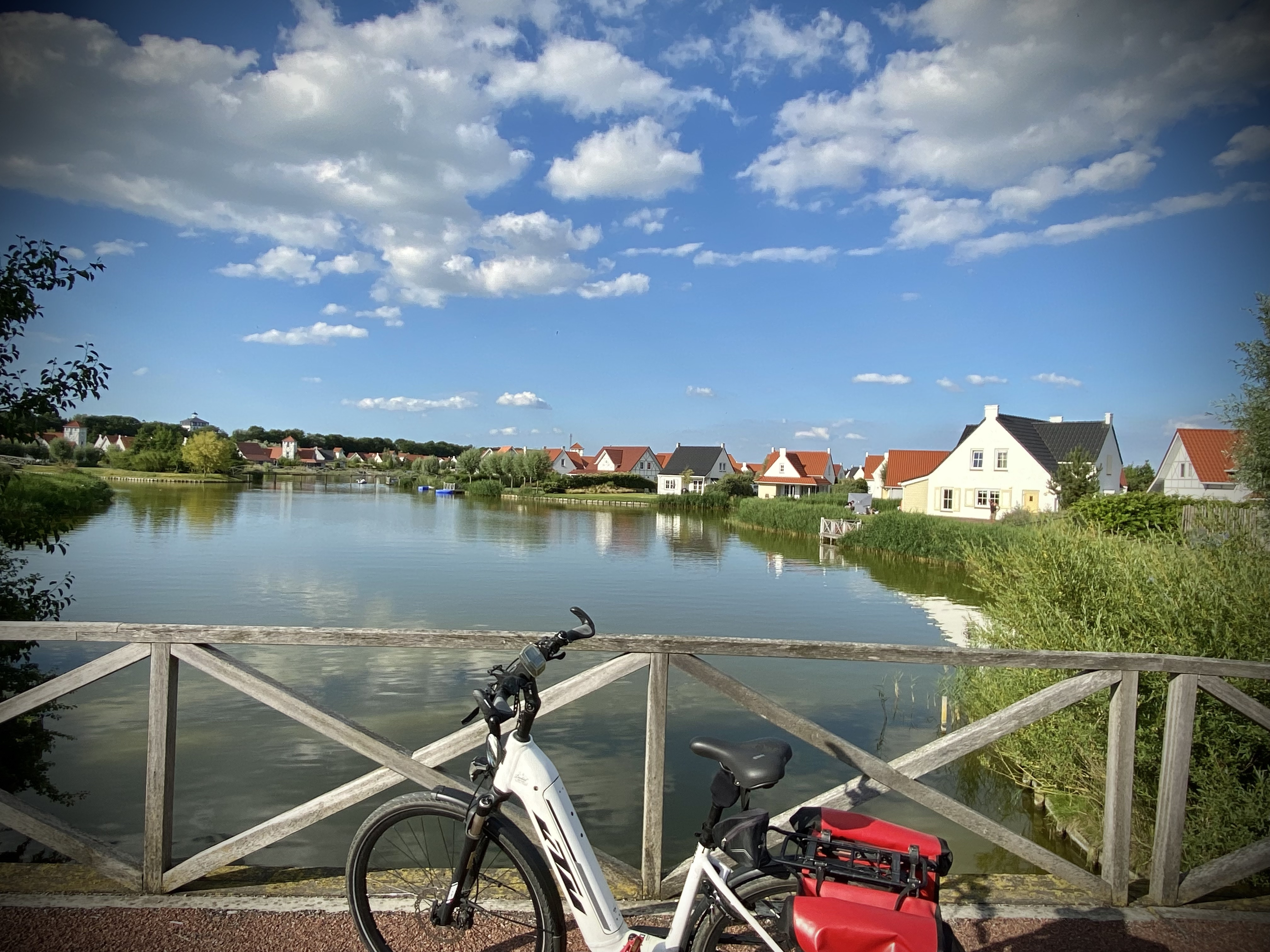
Cadzand
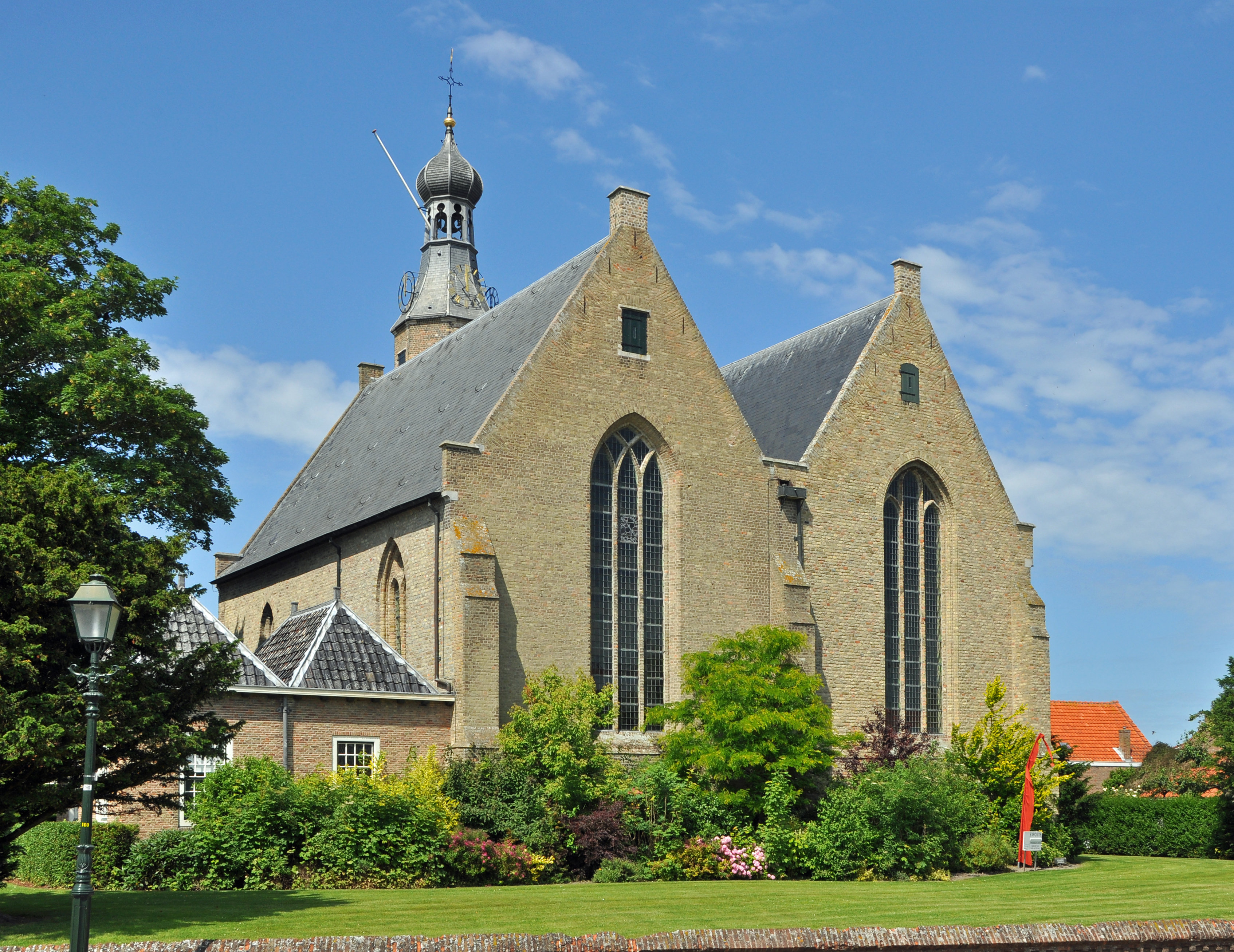
Cadzand - gotycki kościół Najświętszej Marii Panny z początku XIV w.
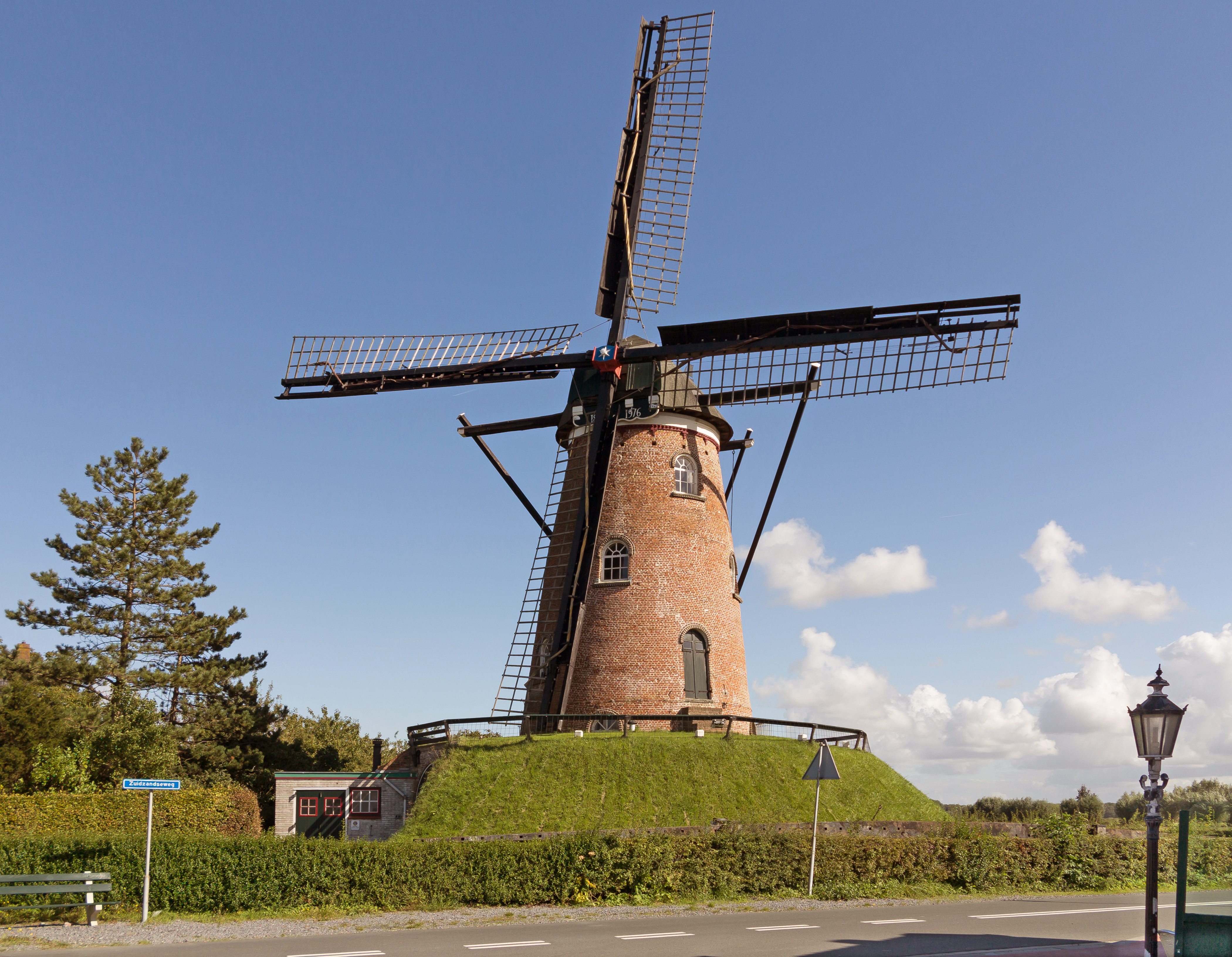
Cadzand - młyn „Nooit Gedacht" odrestaurowany w latach 70. XX w.
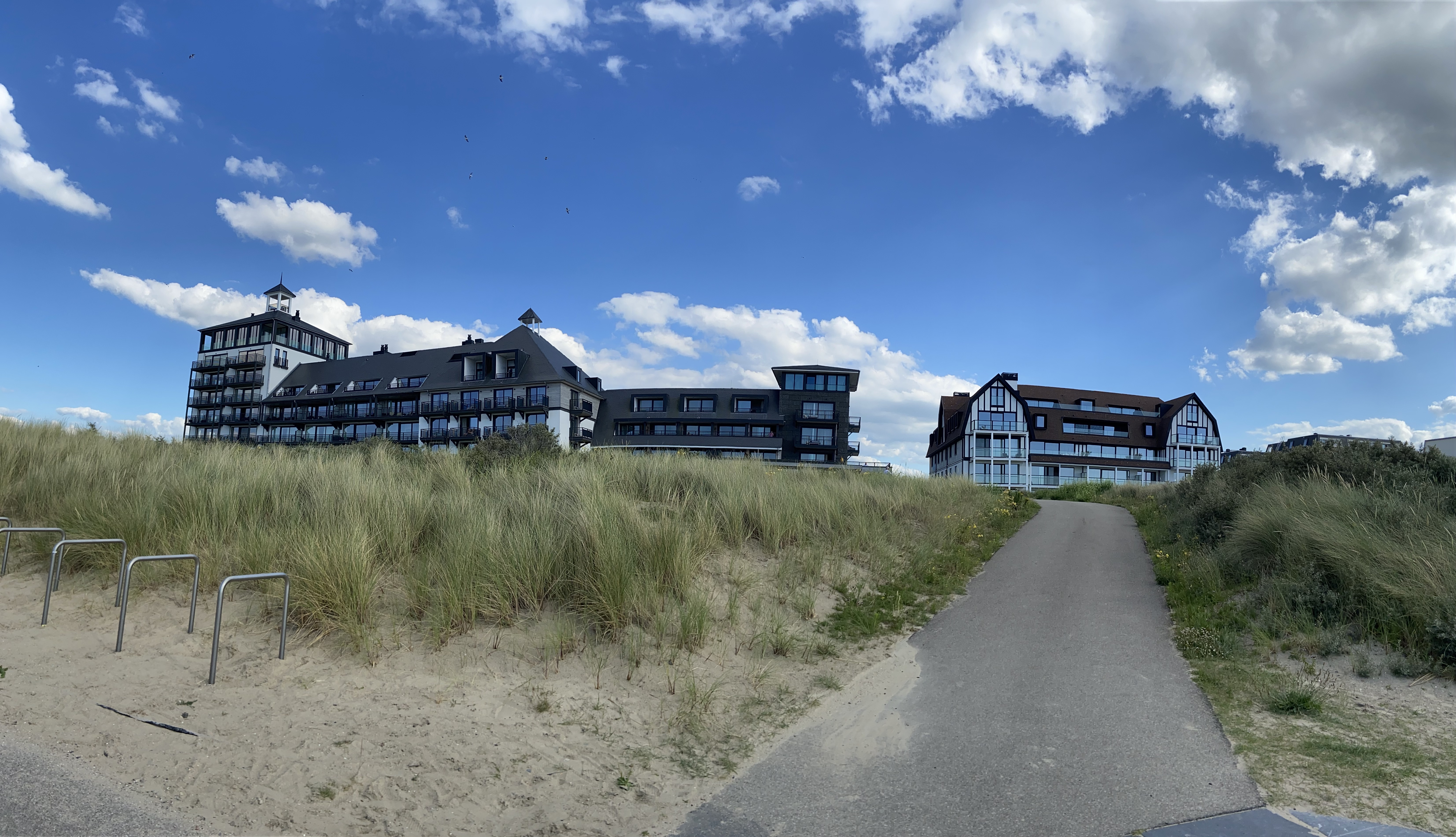
Hotele nad wydmami
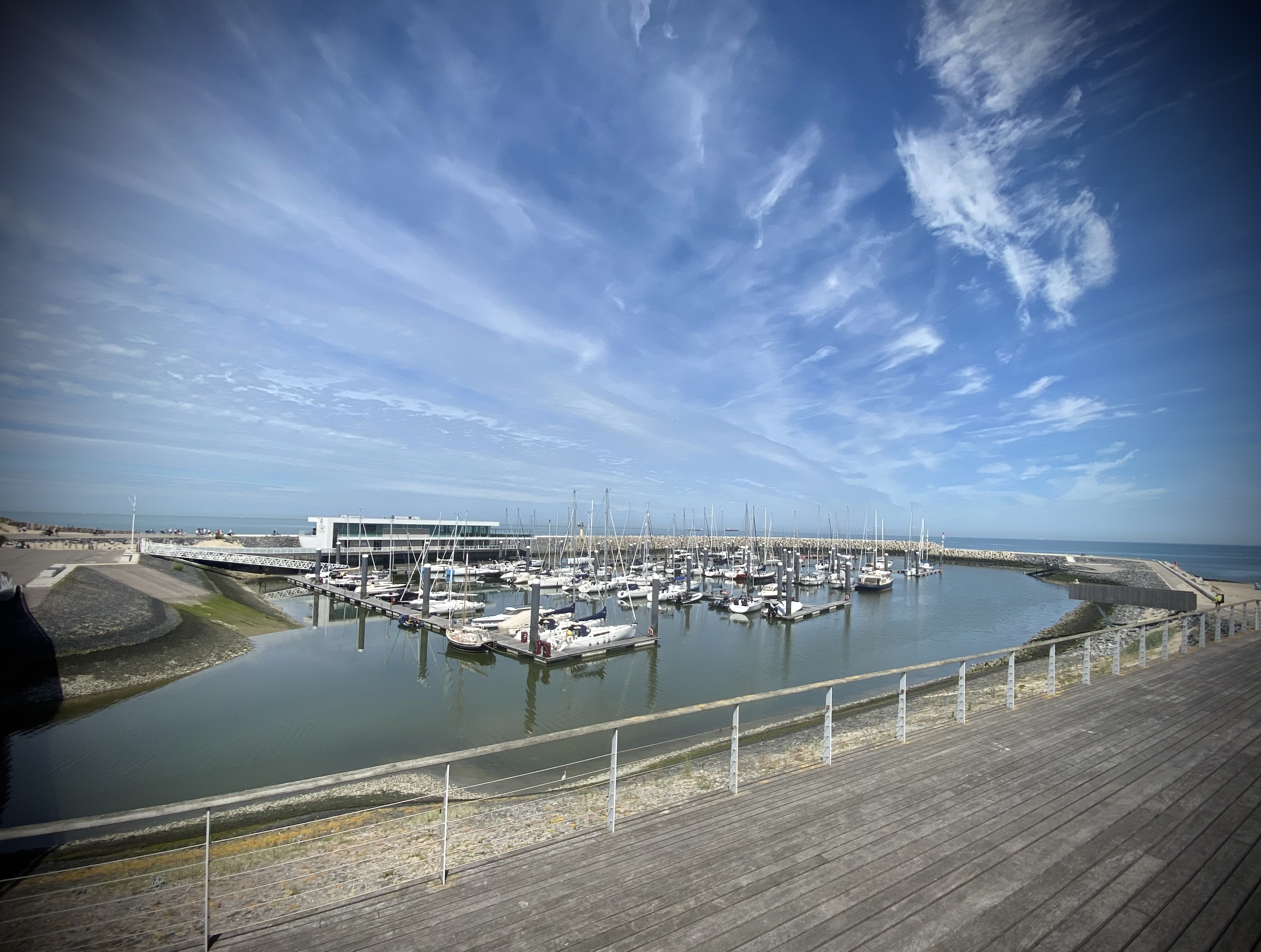
Cadzand - Marina
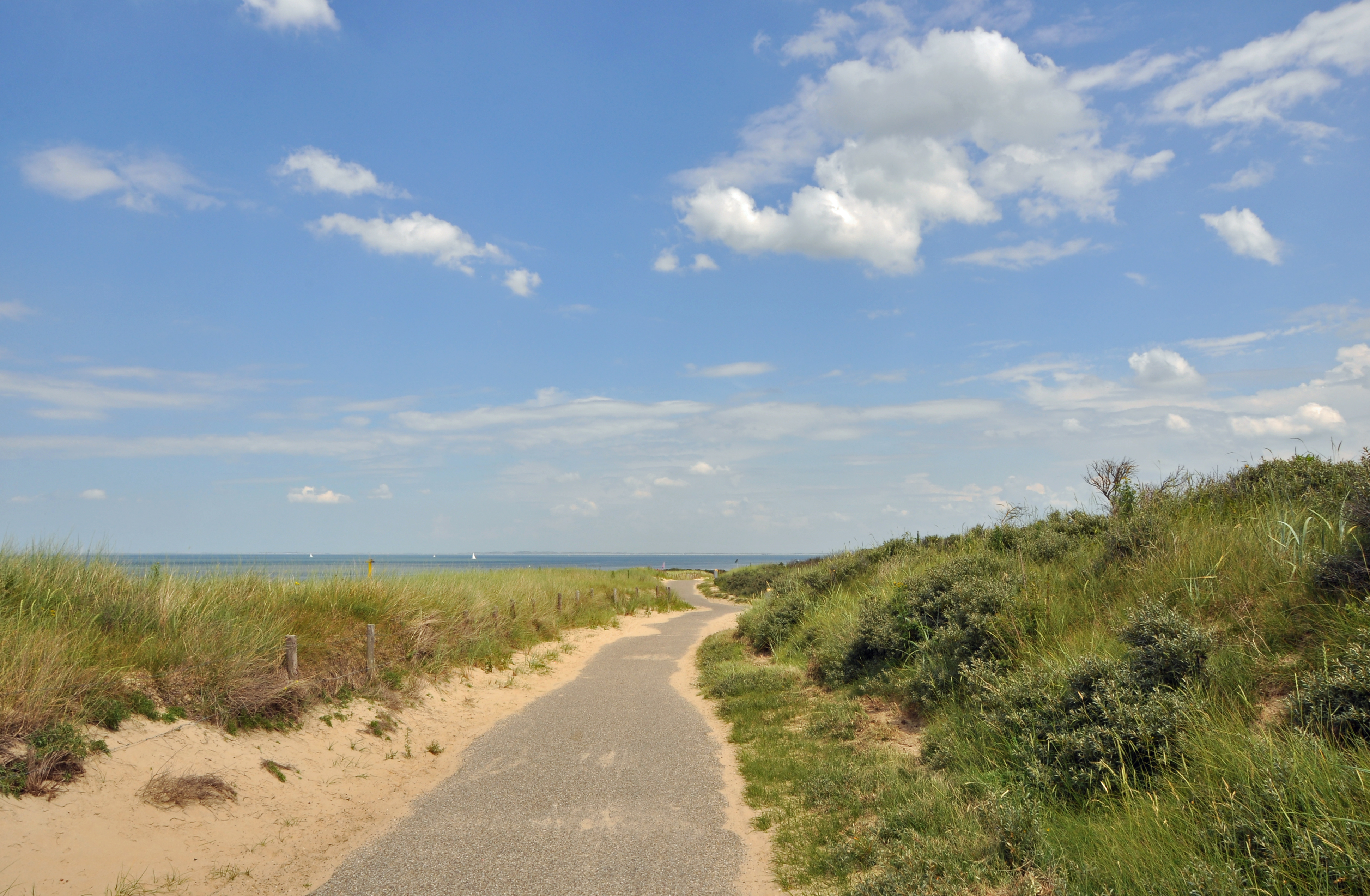
Okoliczne wydmy i jedna z wielu ścieżek rowerowych
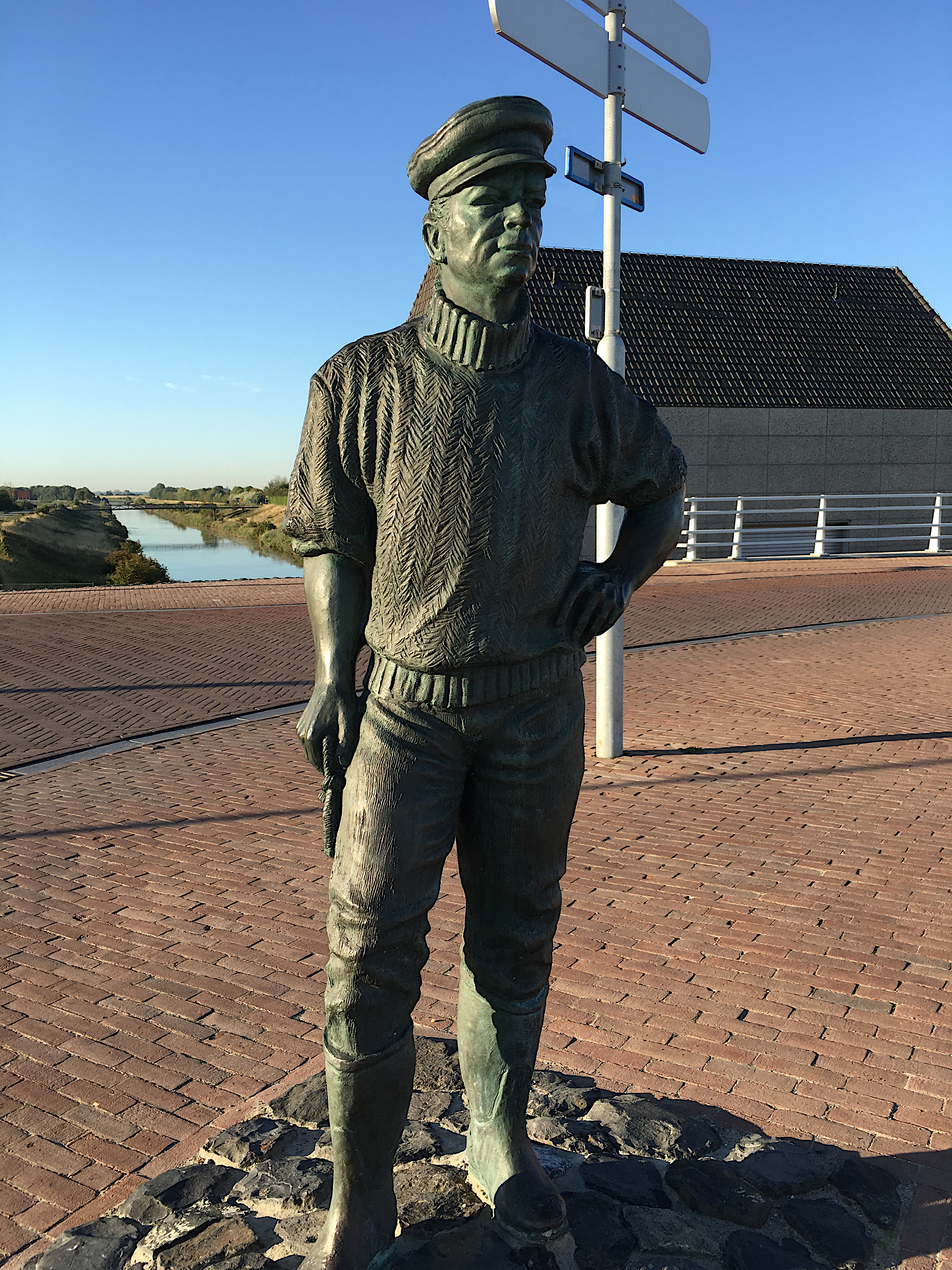
Rzeźba strażnika (2000) (Guido Metsers)